# Турицино
Турицино — деревня в Московской области России. Входит в городской округ Солнечногорск. Население — 5 чел. (2010).

## География
Деревня расположена на северо-западе Московской области, в северо-западной части округа, примерно в 4 км к западу от центра города Солнечногорска, на левом берегу реки Истры. 
В деревне две улицы — Дубровская и Запрудная, приписано садоводческое товарищество. 
Ближайшие сельские населённые пункты — деревни Квашнино, Стрелино и Субботино.

## История
В середине XIX века деревня Турицына 1-го стана Клинского уезда Московской губернии принадлежала коллежскому советнику Петру Владимировичу Голохвостову, в ней было 14 дворов, крестьян 30 душ мужского пола и 34 души женского.
В «Списке населённых мест» 1862 года — владельческая деревня Клинского уезда по правую сторону Санкт-Петербурго-Московского шоссе, в 21 версте от уездного города и 3 верстах от становой квартиры, при колодцах, с 9 дворами, православной церковью и 64 жителями (30 мужчин, 34 женщины).
По данным на 1899 год — деревня Солнечногорской волости Клинского уезда с 74 душами населения.
В 1913 году — 15 дворов.
По материалам Всесоюзной переписи населения 1926 года — деревня Субботинского сельсовета Солнечногорской волости Клинского уезда в 3,2 км от Ленинградского шоссе и 3,2 км от станции Подсолнечная Октябрьской железной дороги, проживало 100 жителей (45 мужчин, 55 женщин), насчитывалось 16 крестьянских хозяйств.
С 1929 года — населённый пункт в составе Солнечногорского района Московского округа Московской области. Постановлением ЦИК и СНК от 23 июля 1930 года округа как административно-территориальные единицы были ликвидированы.
С 1994 до 2006 гг. деревня входила в Обуховский сельский округ Солнечногорского района.
С 2005 до 2019 гг. деревня включалась в Кривцовское сельское поселение Солнечногорского муниципального района.
С 2019 года деревня входит в городской округ Солнечногорск, в рамках администрации которого относится с территориальному управлению Кривцовское.

## Население
| 1852 | 1859 | 1890 | 1899 | 1926 | 1932 | 1966 |
| ---- | ---- | ---- | ---- | ---- | ---- | ---- |
| 64   | →64  | ↘63  | ↗74  | ↗100 | ↗115 | ↘55  |
| 1998 | 2002 | 2010 |      |      |      |      |
| ↘8   | ↘3   | ↗5   |      |      |      |      |